# ノリッシュ反応
ノリッシュ反応（ノリッシュはんのう、Norrish reaction）とは、有機化学における光分解反応のひとつ。ケトンまたはアルデヒドを基質とし、光励起によるカルボニル基上の nπ*遷移を経て2個のラジカルが発生する。反応経路と生成物の異なる I型 (type I) と II型 (type II) の反応がある。1930年代に本反応を報告したロナルド・ノーリッシュにその名をちなむ。

## I型反応
ノリッシュI型反応 (Norrish type I reaction) ではケトンまたはアルデヒドが光照射を受け、カルボニル炭素と、α炭素または水素との結合がホモ開裂して2個のラジカルとなる。
発生したラジカルのうち、アシルラジカル •R(C=O) から一酸化炭素 (CO) が脱離するとアルキルラジカル R• に変わる。ほか、水素の移動によりケテンやアルデヒドが生成することもある。

## II型反応
ノリッシュII型反応 (Norrish type II reaction) ではケトンが光照射を受け、カルボニル基の酸素がラジカル的に γ位の水素を引き抜いてビラジカルを与える。このビラジカルからさらに α位と β位の炭素-炭素結合がラジカル的に開裂し、エノール（速やかにケトンに異性化する）とオレフィンに変わる。または、ビラジカルが分子内で再結合してオキセタン環に変わる。